# من فقط دیوونه هری هستم
«من فقط دیوونه هری هستم» ترانه‌ای از هنرمند اهل ایالات متحده آمریکا جودی گارلند است که در سال ۱۹۲۱ منتشر شد. سازنده این ترانه اوبی بلاک Eubie Blake می باشد. این ترانه مناسب برای رقص فاکس‌ترات است.